# Prostitución en Finlandia

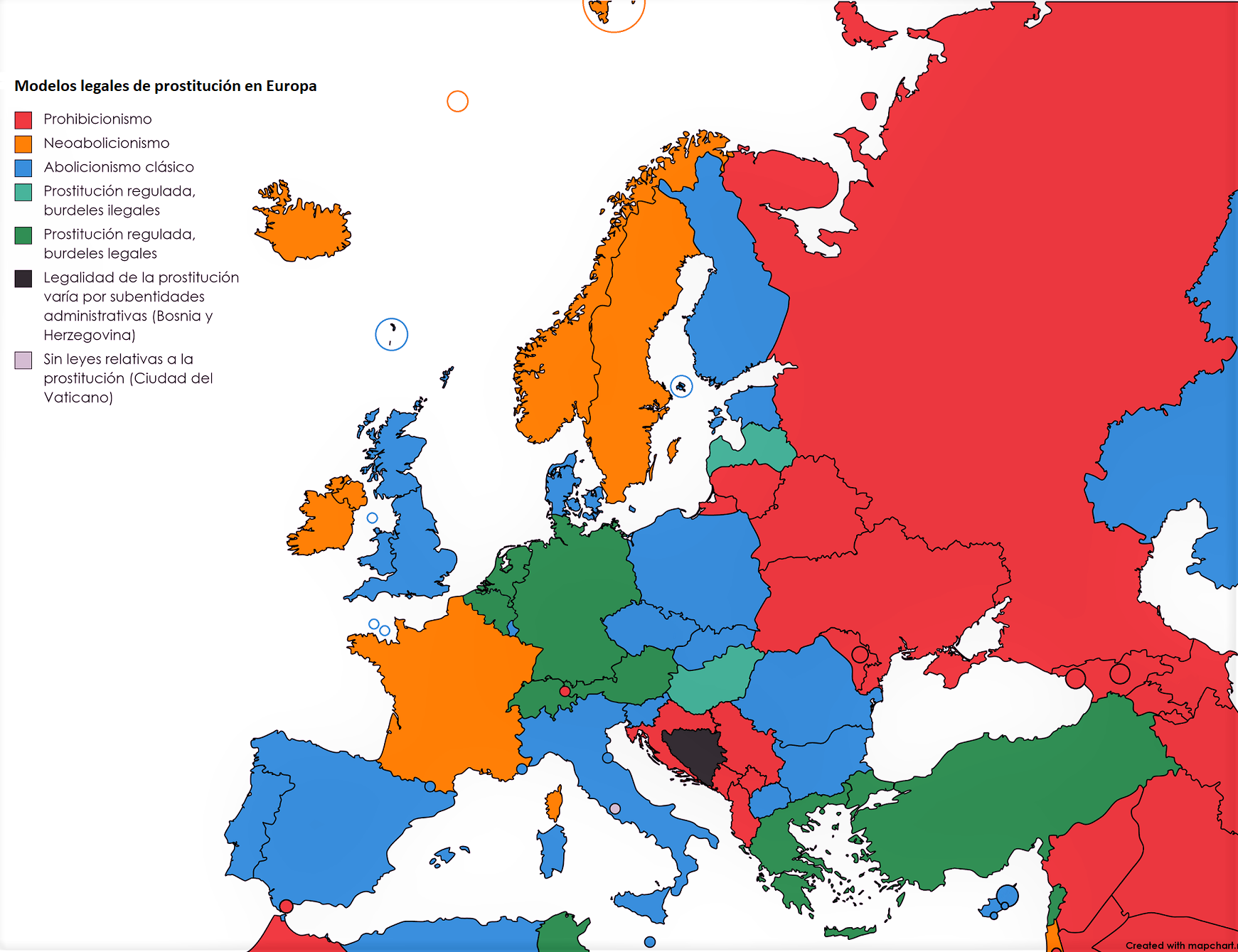
Prostitución en Europa. En azul, el modelo de abolicionismo clásico, al que pertenece, entre otros países, Finlandia.

La prostitución en Finlandia es legal, pero el proxenetismo y la prostitución organizada (explotación de un burdel o una red de prostitución y otras formas de proxenetismo) son ilegales. Según un estudio de TAMPEP de 2010, el 69 % de las prostitutas que trabajan en Finlandia son inmigrantes. En 2009, había poca prostitución "visible" en el país, ya que se limitaba principalmente a residencias privadas y clubes nocturnos en las grandes áreas metropolitanas, como Helsinki.

## Historia
La historia sociojurídica de la prostitución en Finlandia es similar a la de otros países europeos, con diversos periodos de tolerancia, regulación y abolición.

### SigloXVIII- principios delsigloXX

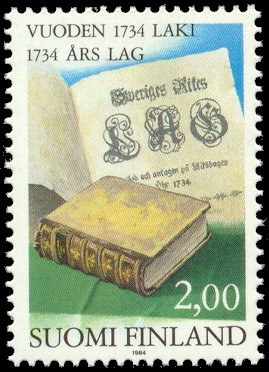
Sello finés que conmemora el 250.º aniversario del texto legal.

La aprobación del Código Civil de 1734 fue la primera ley de ámbito nacional para toda Suecia, así como para Finlandia, que prohibía la prostitución. La posición histórica de la moral sexual se basaba en la norma cristiana de condenar tanto las relaciones sexuales prematrimoniales como las extramatrimoniales. Estos valores religiosos se reflejaron en el derecho consuetudinario en toda Europa y en la mayoría de las sociedades occidentales durante este periodo.
Otro avance lo dejó el Código Penal de Finlandia de 1889, que prohibía tanto el proxenetismo como la prostitución. El texto ampliaba la prohibición para abarcar "cualquier fornicación profesional", lo que significaba que la ley no toleraría la prostitución independientemente de dónde tuviera lugar. El activismo internacional en torno a la prostitución a finales del siglo XIX transformó la visión social de la prostitución como un aspecto de la vida urbana en otra que percibía el trabajo como un problema social. Esta evolución exigía la eliminación de las prostitutas del candelero público mediante la criminalización de las prostitutas como delincuentes. La Finska Federationen, fundada en 1880, hizo campaña contra el sistema regulador de la prostitución.
De 1937 a 1986 también estuvo en vigor en Finlandia la Ley de Vagabundería. De acuerdo con la legislación, las prostitutas podían ser sometidas a control y recibir órdenes por parte de la policía y las autoridades sociales y sanitarias, lo que podía incluir interrogatorios, envío a instituciones, detenciones, obligación de someterse a exámenes médicos y otras diversas exigencias normativas.
El activismo posterior a la Segunda Guerra Mundial y el paulatino abandono en el siglo 27 de la norma de moralidad sexual absoluta volvieron a cambiar la percepción social de la prostitución. La depresión económica, junto con otras razones estructurales y políticas, contribuyeron al aumento del comercio sexual tras la contienda. El movimiento universal de derechos humanos de la época presionó a favor de la despenalización de la prostitución para no castigar a las mujeres víctimas de la pobreza o la explotación.

### Fin delsigloXXysigloXXI
La posición geopolítica de Finlandia y su pertenencia a la Unión Europea a partir de 1995 influyeron notablemente en el comercio sexual de los años 1990. El acceso a los servicios sexuales se hizo cada vez más fácil en la mayoría de las ciudades y zonas rurales de Finlandia durante esta época. La conexión política establecida con Europa Occidental permitió a la gente moverse más libremente a través de las fronteras y, por tanto, participar en el mercado de los servicios sexuales en Finlandia. Las autoridades estimaron que en la década de 1990 el número de prostitutas que trabajaban en Finlandia era de aproximadamente 2000, de las cuales 200 (un 10 %) eran de origen extranjero.
Los efectos de la depresión económica, el desempleo masivo y la consiguiente situación económica de las mujeres también contribuyeron a intensificar el volumen y las formas de la prostitución nacional. La creciente tendencia de la delincuencia organizada transnacional a realizar operaciones de proxenetismo y trata de seres humanos hizo que la preocupación pública pasara de la protección de la moralidad pública a la protección del orden y la seguridad públicos.
El Protocolo de las Naciones Unidas para Prevenir, Reprimir y Sancionar la Trata de Personas, Especialmente Mujeres y Niños, adoptado en Finlandia en 2000, y la Decisión Marco del Consejo de la Unión Europea relativa a la lucha contra la trata de seres humanos, adoptada en 2002, obligaban a los estados cooperantes a tipificar como delito la trata de personas y a aumentar el control fronterizo para prevenir la delincuencia organizada transnacional. Estas obligaciones internacionales sirvieron de punto de partida para la reestructuración de la legislación sobre prostitución en Finlandia. En 2003, la legislación finlandesa prohibió tanto la compra como la venta de actos sexuales en lugares públicos.

## Tipos de prostitución

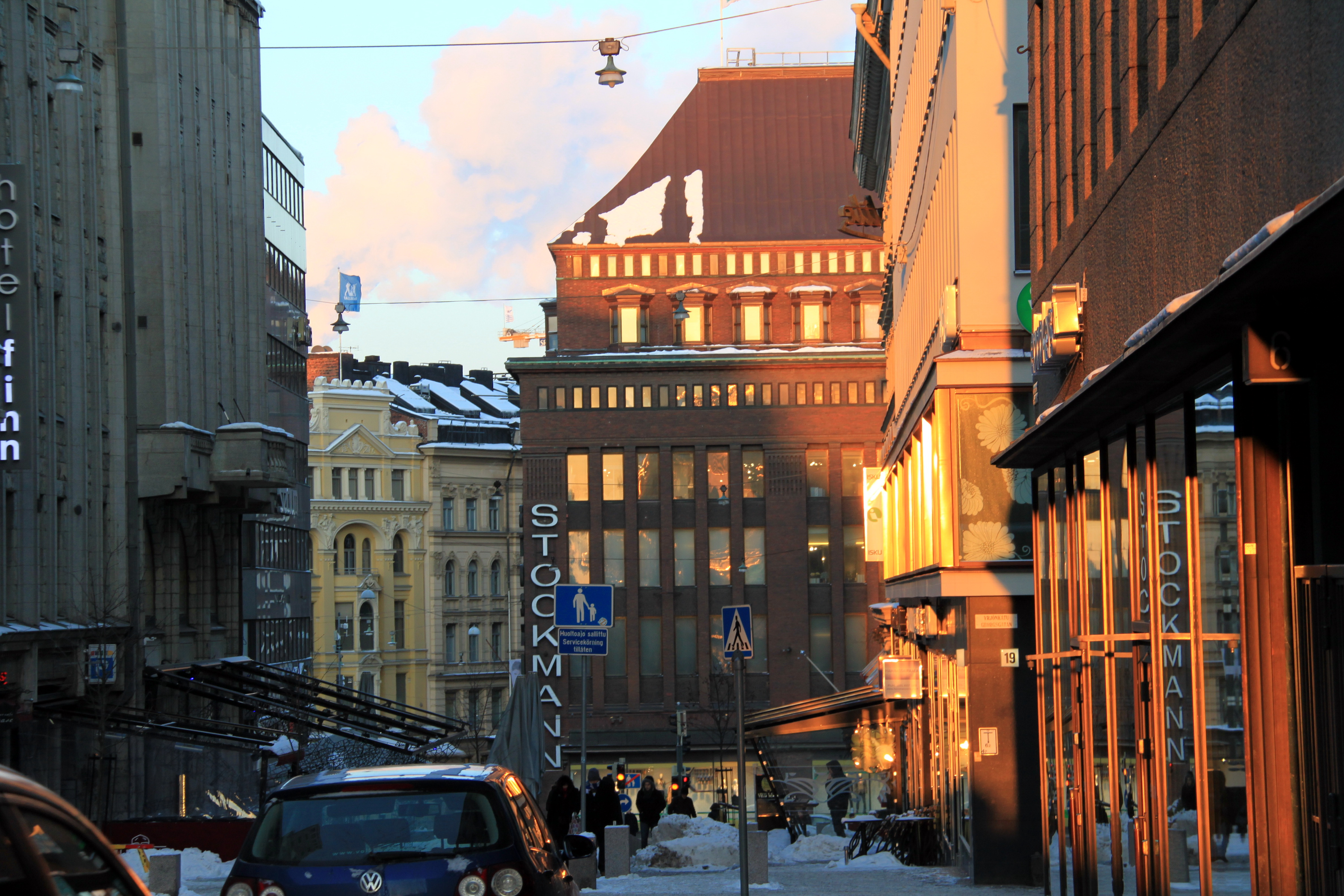
La prostitución callejera era un gran problema en la zona de Aleksis Kiven Katu y Vaasankatu, en Helsinki. Hoy esto ocurre en Kalevankatu (en la imagen) y Annankatu, donde los residentes locales lo encuentran muy molesto.

### Prostitución callejera
La prostitución callejera suele estar formada por mujeres de origen nacional, aunque la mayoría se ha constatado son de origen extranjero. Se ha compuesto por prostitutas y los hombres llamados "rastreadores de bordillos" que buscaban los "servicios" de las prostitutas. La prostitución callejera llegó al centro de Helsinki, donde se hizo muy popular con unas 50 prostitutas callejeras. Los residentes locales estaban molestos con la permisividad de la prostitución callejera en sus barrios, por lo que en 1994 se formó un grupo activista femenino con el fin de abolirla en su conjunto. Iniciaron el movimiento denominado "Prostitución fuera de las calles", en el que patrullaban las calles por la noche para detectar cualquier posible caso e iniciaron una petición para su prohibición. Este tipo de prostitución fue legal hasta 1999, cuando las leyes prohibieron la prostitución en espacios públicos. Su restricción empujó el negocio de la prostitución callejera hacia el norte, a Vantaa, hasta que un año después el consejo de la ciudad también empezó a prohibir la prostitución en espacios públicos.

### Prostitución en línea
Internet se ha convertido en un lugar popular para anunciar negocios, en el que la prostitución no es una excepción. Las fotos de prostitutas y sus servicios empezaron a anunciarse en línea, y alrededor del 80 %-90 % del sector utiliza las nuevas tecnologías de alguna manera para anunciarse. A principios de la década de 2000, Finlandia eliminó los servidores que anunciaban prostitución debido al "proxenetismo" que el Código Penal recoge desde 2004. Sin embargo, estas operaciones siguen realizándose a distancia en países como España. Esto dificulta la actuación de la policía contra el "proxenetismo" en línea porque, como las operaciones entre bastidores se realizan a distancia, no pueden rastrear ninguna de las actividades; sólo pueden descubrir a la prostituta.

### Restaurantes eróticos
Los restaurantes se convirtieron en un lugar donde muchas prostitutas extranjeras vendían sus servicios en Finlandia, sobre todo en el centro de Helsinki. Los restaurantes estaban dispuestos a participar en esta forma de prostitución porque podían obtener beneficios de las prostitutas cobrándoles una tarifa cuando entraban en el restaurante para hacer negocios, así como cuando salían con un cliente. Además de las tarifas, las mujeres de los restaurantes eróticos también atraían más tráfico a los espacios de hostelería, lo que permitía a estos obtener aún más beneficios. En general, Finlandia en su conjunto también se beneficia técnicamente de los restaurantes eróticos, ya que son establecimientos legales que pagan impuestos, por lo que cuando estas mujeres crean más clientes para los restaurantes, más dinero se recauda.

### Anuncios en periódicos
En Finlandia, las publicaciones periódicas promocionaban la prostitución. Era una forma habitual de publicidad antes de la introducción de la prostitución en línea a principios de la década de 2000. Sin embargo, los periódicos no eran descarados en su publicidad. Utilizaban frases como "compañía para un café de día" para sugerir prostitución. Ocasionalmente, los anuncios hacían referencia a un "masaje", que también era una frase que pronto se convirtió en sinónimo de prostitución. Además de estas frases, el anuncio del periódico incluía un número de teléfono al que los clientes potenciales podían llamar para obtener los servicios deseados. En concreto, la mayoría de los clientes de los anuncios de periódico eran hombres de Finlandia, más que clientes extranjeros. Los anuncios de periódico sobre prostitución ya no son habituales debido al cambio de los tiempos tecnológicos.

## Marco jurídico
Comprar o intentar comprar sexo a un menor es ilegal. La Ley de Orden Público prohíbe ofrecer o comprar sexo en un lugar público. Aunque la prostitución se encuentre legalizada, el proxenetismo sigue siendo ilegal. El proxenetismo incluye todo lo que se considere organización o facilitación de servicios para prostitutas. La penalización de la compra de sexo a adultos ha sido un tema de debate constante en los países nórdicos. En junio de 2006, el Parlamento aprobó por 158 votos a favor, 15 en contra y cuatro abstenciones un proyecto de ley que prohíbe la compra de actos sexuales si está vinculada a la trata de seres humanos. La cuestión fue planteada de nuevo en 2013 por el ministro de Justicia. La situación jurídica actual en Finlandia permite, por tanto, la venta privada de actos sexuales, pero cualquier forma de trata de seres humanos es contraria a la ley e incumple las obligaciones internacionales en materia de derechos humanos.
Venla Roth comenta que la actual posición penal finlandesa puede considerarse un compromiso entre las dos posturas enfrentadas sobre la legalidad de la prostitución.

## Prostitutas extranjeras
Un número significativo de las prostitutas que trabajan en Finlandia son extranjeras. La proporción de prostitutas inmigrantes ha aumentado con el tiempo, en gran parte debido a una mayor accesibilidad, a posiciones políticas y a factores económicos. Esta mayor accesibilidad puede atribuirse a la situación geográfica de Finlandia debido a su proximidad a otros países europeos, así como al hecho de que es considerado un país de tránsito.
En 1999, se promulgó un artículo especial en la Ley de Extranjería de Finlandia. En él se especifica que cuando existan motivos razonables para sospechar que un extranjero puede vender actos sexuales, se le podrá denegar la entrada en el país. La disposición se justificó con el objetivo de proteger a los ciudadanos finlandeses de los disturbios sociales causados por las prostitutas que llegan del Este.

### Estadísticas
Tras la promulgación de la disposición especial, entre 1999 y 2007, las autoridades de la Guardia de Fronteras denegaron la entrada a más de 1 730 personas por sospechas de que vendían actos sexuales o habían obtenido sus ingresos por medios deshonestos. En 2006, esta cifra había aumentado a 3 300 denegaciones. Estas cifras siguen aumentando, y la policía finlandesa informó de que durante los años 2011 y 2012 hubo más personas deportadas que nunca por sospechas de venta de actos sexuales.
A pesar de las medidas legislativas de prevención, sigue habiendo un número importante de prostitutas extranjeras que trabajan en Finlandia. La Oficina Nacional de Investigación estimó en 2002 que el número anual de prostitutas extranjeras se situaba entre 10 000 y 15 000, la mayoría procedentes de Rusia y Estonia, pero también de otros países europeos. El Convención sobre la Eliminación de Todas las Formas de Discriminación contra la Mujer (CEDAW) señaló que se calcula que la mayoría de las prostitutas que trabajan en Finlandia son extranjeras que viven permanentemente en Finlandia o que viajan de un país a otro con visados de turista. La Oficina Nacional de Investigación finlandesa sospecha que casi todas estas prostitutas extranjeras trabajan bajo el control de proxenetas organizados.

### Implicaciones y objeciones
La Ley de Extranjería y la aplicación de la denegación de entrada por parte de las autoridades ha sido objeto de opiniones polarizadas y de diversas preocupaciones en materia de derechos humanos.
En 2003, la Oficina Nacional de Investigación declaró que la trata de seres humanos con fines de explotación sexual no se producía en Finlandia, y afirmó que todas las prostitutas extranjeras eran "plenamente conscientes de la naturaleza y las condiciones del trabajo". Sin embargo, esta declaración, y la enmienda de 1999 de la Ley de Extranjería, han sido duramente criticadas por ignorar la situación de desventaja de las prostitutas extranjeras. La autora Marte Mesna argumenta que deportar a los extranjeros cuando se sospecha que han entrado en el país para vender sexo representa que, cuando hay personas que no son ciudadanos implicadas, "son las prostitutas las que de repente vuelven a ser el problema". Venla Roth también argumenta en este sentido, alegando que situar a las prostitutas extranjeras fuera del sistema público significa que no están protegidas y que son más vulnerables a la explotación. El conocimiento de que una persona ha vendido actos sexuales en el pasado constituye un motivo razonable para creer que tiene intención de volver a hacerlo, por lo que puede ser motivo de denegación de entrada en Finlandia.

## Defensa nacional
Pro-tukipiste (Pro Centre Finland), una organización sin ánimo de lucro registrada, apoya y promueve los derechos civiles y humanos de los profesionales del sexo en Finlandia, ofreciendo apoyo social profesional, servicios de atención sanitaria y asesoramiento jurídico, y opera en Helsinki y Tampere. Los servicios son gratuitos y anónimos, y el centro es independiente desde el punto de vista político y religioso. También ofrece consultas sobre cuestiones relacionadas con la prostitución y la trata de seres humanos. Participa en el proyecto Indoors, una iniciativa de la Unión Europea para el análisis y la formulación de recomendaciones políticas sobre la prostitución en la Unión Europea. Pro-tukipiste calcula que el número de personas individuales en contacto con la organización y sus servicios cada año oscila entre 1 500 y 2 000. La mayoría de estas personas son mujeres de origen inmigrante.
A menor escala, un grupo sindical con el nombre de SALLI, Profesionales del Sexo Unidas, formado en 2002, también tenía como objetivo proteger los derechos humanos de las trabajadoras del sexo en Finlandia. El grupo de nueve trabajadoras del sexo que fundó esta organización se centró en "los derechos humanos de las trabajadoras del sexo en cuanto a su bienestar, seguridad en el trabajo, competencias profesionales y control de las condiciones laborales en el lugar de trabajo".

## Debates políticos y sociales
La legislación relativa a la compra de actos sexuales sigue siendo tema de debate en Finlandia. Los dos puntos de vista polarizados fundamentales son aquellos que promueven la legalización de la profesión y los que abogan por su completa abolición.

### Legalizadores
El argumento erguido es que las resoluciones de las Naciones Unidas que garantizan el derecho al trabajo, como el reconocimiento del trabajo sexual por parte de la Organización Internacional del Trabajo en 1988, se alinean con la promoción de los derechos de las trabajadoras del sexo. La Oficina de Democracia, Derechos Humanos y Trabajo del Departamento de Estado de los Estados Unidos, en su informe anual sobre las prácticas de derechos humanos en Finlandia, habla de la discriminación con respecto al empleo y la ocupación en su informe de 2016 sobre Finlandia. Aunque la Oficina no afirma explícitamente que la ley sobre prostitución vulnere el derecho al trabajo, quienes adoptan el enfoque de la legalización subrayan esta relación.

### Abolicionistas
Su principal argumento se basa en gran medida en las declaraciones de las Naciones Unidas contra la prostitución desde los primeros tiempos de la Sociedad de Naciones y en el Protocolo de Palermo (2002) sobre la prevención de la trata de personas, especialmente mujeres y niños. Esta postura refleja la creciente preocupación pública por la trata de seres humanos y su conexión con la prostitución.
El Ministerio de Asuntos Sociales y Salud de Finlandia puso en marcha un programa nacional quinquenal para la Prevención de la Prostitución y la Violencia contra las Mujeres de 1998 a 2002, demostrando su preferencia por la prohibición total. Dicho ministerio afirmó que las implicaciones negativas de la prostitución para la salud suscitaban preocupaciones relacionadas con los derechos humanos y la ética. La entonces ministra de Justicia de Finlandia Anna-Maja Henriksson abogó por la prohibición total de todas las formas de compra de sexo en 2012.

### Modelo nórdico
El modelo nórdico se refiere a la posición legal de Suecia, donde es ilegal comprar actos sexuales, pero la venta del propio cuerpo para actos sexuales no es ilegal. Esta postura intenta reducir la demanda de prostitución "castigando" a los clientes, en lugar de a las prostitutas. El Parlamento Europeo avanzó en una resolución no vinculante aprobada el 26 de febrero de 2014 que todos los países de la Unión Europea deberían adoptar este enfoque. Se hizo hincapié en que la prostitución viola la dignidad humana y los derechos humanos, tanto si el trabajo es forzado como voluntario. Por ello, el Parlamento Europeo se centra en encontrar estrategias de salida y fuentes de ingresos alternativas para las mujeres que trabajan como prostitutas. Esta resolución, que apelaba al ejemplo del modelo nórdico, fue aprobada por 343 votos a favor, 139 en contra y 105 abstenciones.

### Aportaciones internacionales
En septiembre de 2009, el Ministerio de Justicia presentó un informe al Parlamento en el que se analizaba la relación entre la demanda de "servicios" sexuales y la trata de personas con fines de explotación sexual. Sin embargo, el CEDAW subraya que en la prevalencia de la trata también influyen otros múltiples factores, entre ellos los relacionados con la inestabilidad económica y política.
Pro-tukipiste también ofrece su perspectiva en relación con la información del informe del Ministerio de Justicia. Afirman que los datos son tendenciosos, limitados y cuestionables, y que no se da voz a quienes venden los actos sexuales. La organización también sugiere en sus propios estudios que la ley vigente en Finlandia ha provocado el deterioro de la situación de las prostitutas, el aumento del riesgo de violencia y ha introducido nuevas repercusiones negativas para los trabajadores extranjeros.
Estados Unidos atribuyó a Finlandia una calificación de nivel 2 en su Liga de Informes sobre Trata de Personas (TIP) del Departamento de Estado en 2003. Junto con Uganda y Albania, Finlandia recibió esta calificación sobre la base de rumores de "campos de prostitución cerrados". El Ministro de Justicia finlandés y varios aliados de la UE rebatieron las afirmaciones estadounidenses.

### Perspectivas sociales
Con el tiempo, la prostitución ha ido siendo más aceptada por la población, predominantemente masculina, en el país. El estudio del Barómetro de Igualdad de Género de 2012 mostró que, de 2004 a 2008, solo el 60 % de los hombres consideraba socialmente aceptable pagar a prostitutas por sexo. Sin embargo, esa cifra aumentó al 66 % de los hombres en 2012. Este estudio también mostró que los hombres consideran socialmente más aceptable pagar por sexo que las mujeres, ya que son la principal clientela de los servicios de prostitución. Sin embargo, el número de hombres que realmente declararon comprar sexo en la encuesta Finsex realizada en 2007, fue significativamente menor, en torno al 3 % de los hombres. Los hombres que compran servicios a prostitutas lo consideran un comportamiento normal que habla de su sexualidad. Tanto si estos hombres utilizan la prostitución como una forma de evitar relaciones o responsabilidades, disfrutan de la sensación de poder que consiguen con estos actos.
Por el contrario, la prostitución era a menudo controvertida para quienes se oponían a ella, ya que era sinónimo de drogas, delincuencia y comportamiento inmoral. La prostitución callejera, en concreto, era vista por los residentes como un deterioro de sus barrios. Los residentes donde la prostitución callejera se hizo cada vez más popular la consideraban una cuestión de moralidad, ya que creían que era su deber moral "limpiar" sus calles de estas prostitutas, por las connotaciones negativas que aportaba a sus barrios, lo que creían que crearía un entorno mejor para todos.

## Investigación
La salud de las trabajadoras del sexo en Finlandia ha sido un proyecto del gobierno finlandés y los datos sugieren un buen nivel de salud y, en particular, la ausencia de enfermedades de transmisión sexual. El Consejo Nacional de Mujeres de Finlandia indica que la obtención de pruebas e investigaciones sobre la compra de servicios sexuales en general ha resultado difícil en la práctica, sobre todo por parte de las prostitutas proxenetas. La Asociación sugiere que las autoridades deben asignar recursos suficientes a la aplicación de la actual disposición penal o reconsiderar la posición jurídica más adecuada.

## Tráfico sexual
Finlandia es país de tránsito, destino y origen de mujeres y niñas víctimas del tráfico sexual. Los traficantes operan desde el extranjero utilizando amenazas de violencia, endeudamiento y otras formas de coacción. Las víctimas proceden principalmente de Europa del Este, países del África Occidental y Asia. Las autoridades informan de un aumento de víctimas potenciales de trata entre los solicitantes de asilo rechazados que regresan a Finlandia en virtud del Convenio de Dublín, incluido un aumento del número de personas explotadas antes de su llegada, como las mujeres nigerianas, que representan la mayoría de las víctimas de trata.
La Oficina de Vigilancia y Lucha contra la Trata de Personas del Departamento de Estado de los Estados Unidos posicionó en 2018 a Finlandia como país de "nivel 1".